# 平館海峡

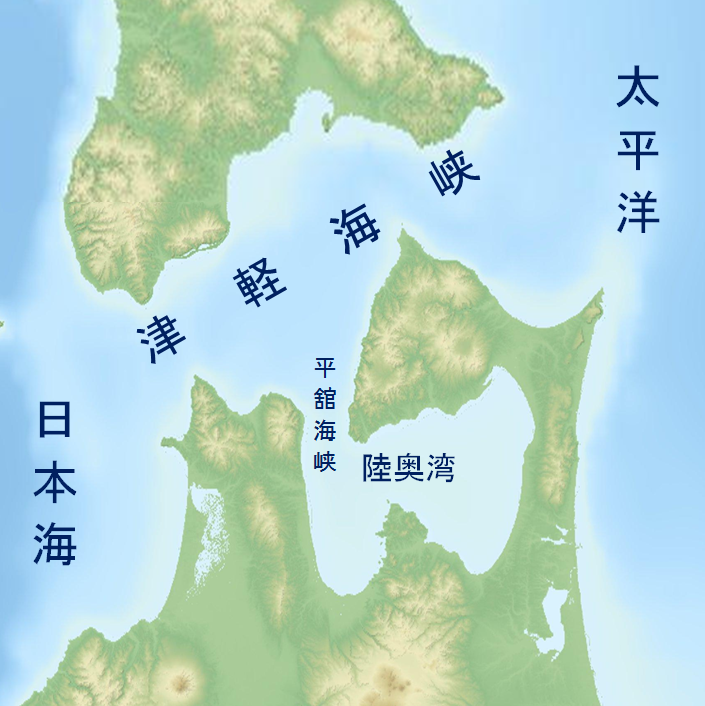
位置圖

平館海峽（日语：／ Tairada kaikyō */?），是日本的一處海峽，位於下北半島北部西岸（半島西側突出部的西南端，青森縣陸奧市肋野澤地區）與津輕半島北部東岸（青森縣東津輕郡外濱町平館地區）之間。
海峽南面為陸奧灣，北面為津輕海峽，處于青函航路中間偏南的位置。海峽西側的外濱町地區建有平館燈塔。